# Verónica Boquete
Verónica "Vero" Boquete Giadans (nascida em 9 de abril de 1987) é uma jogadora de futebol galega que atua como atacante ou meio-campista no clube Paris Saint-Germain na 1ª Divisão Feminina francesa e também na seleção feminina espanhola, bem como na seleção feminina galega. Ela foi a capitã da seleção de Espanha em sua primeira Copa do Mundo em 2015.

## Carreira
Boquete ganhou maior atenção internacional depois de entrar para o Philadelphia Independence, um clube de futebol feminino dos Estados Unidos, em 2011. Ela foi uma jogadora-chave na temporada de 2011 com quatro gols decisivos, e foi premiada com o Jogadora do Ano. Além disso, ela tinha sido premiada com o Jogadora da Semana três vezes.
Ela jogava pelo Xuventú Aguiño, Prainsa Zaragoza e o RCD Espanyol, da Espanha, e Buffalo Flash (W-League) e no Chicago Red Stars (WPS), no verão de 2010. Com o Espanyol, Boquete ganhou duas taças nacionais. Ela foi a artilheira da época 2010-11 da Superliga Femenina espanhola, com 39 gols.

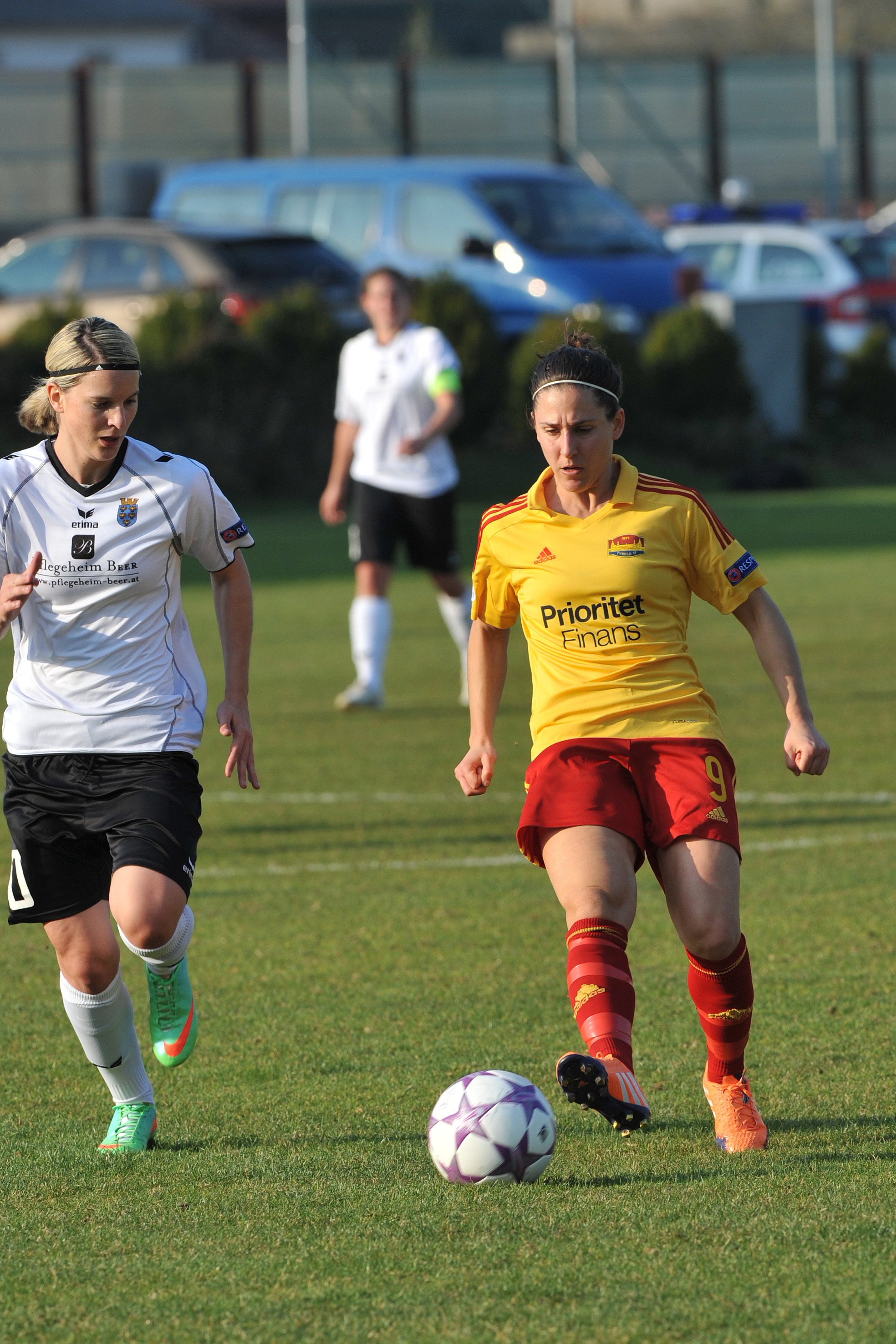
Jogando para o Tyresö FF em 2014

Em janeiro de 2012 Boquete anunciou uma transferência para o clube Sueco  Tyresö FF no Damallsvenskan em um contrato de dois anos.  Tyresö FF ganhou o titulo do Damallsvenskan pela primeira vez na temporada de 2012.
Em 7 de abril de 2014, Portland Thorns FC adquiriu Boquete (juntamente com a meio-campista Sarah Huffman) do Western New York Flash, em troca de Courtney Wetzel e Kathryn Williamson. Fazendo sua primeira aparição para os Thorns em 7 de junho de 2014 contra o Western New York Flash. Ela marcou seu primeiro gol pelo Thorns em 15 de junho de 2014 contra o Washington Spirit. Vero marcaria quatro gols, além de seis assistências em suas 15 partidas para os Thorns.
Em 25 de agosto de 2014, após a conclusão da temporada do Portland Thorns, Boquete assinou com  o 1. FFC Frankfurt. Ela expressou o seu desejo de voltar para o Portland, no futuro, "eu vou tentar fazer o meu melhor, na Alemanha, e espero que possa voltar (ao Portland) no próximo ano."
Em 27 de Maio de 2015, Boquete assinou  pelo Bayern de Munique, em um contrato de dois anos.
Atualmente ela está jogando pela equipe feminina do Paris Saint-Germain.

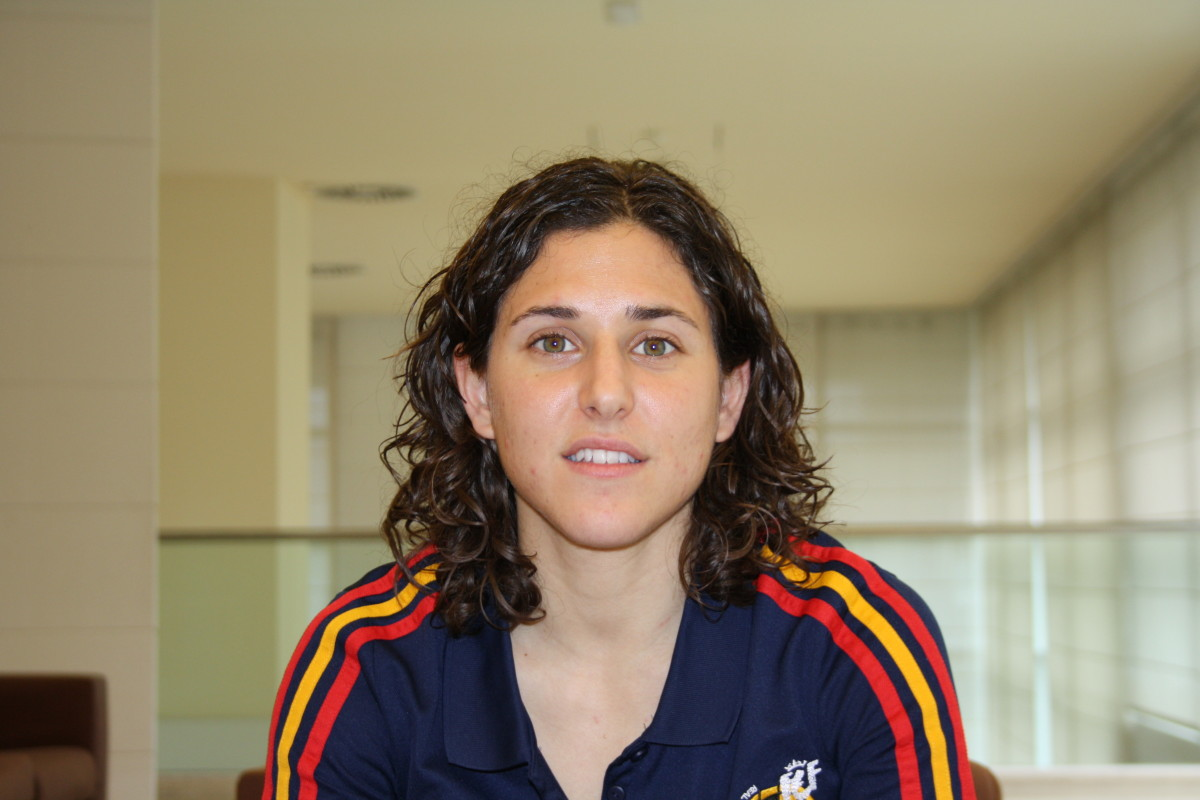
Boquete na seleção da Espanha em 2012.

## Vida pessoal
Em junho de 2013 Boquete tornou-se a primeira jogadora espanhola de futebol feminino a lançar a sua autobiografia. Intitulada de "Vero Boquete, la princesa del deporte rey" (Vero Boquete, a princesa do esporte rei), que foi escrita pelo escritor David Menayo.

### Êxito em uma petição para videogame
Em 2013, Boquete iniciou uma petição em Change.org, pedindo para que a produtora de videogames Electronic Arts introduzisse jogadoras na sua série FIFA e atraiu mais de 20.000 assinaturas em 24 horas. A EA Sports revelou em Maio de 2015, que Boquete e o resto da seleção de Espanha iriam se juntar a outras 11 equipes femininas internacionais (Austrália, Brasil, Canadá, China, Inglaterra, França, Alemanha, Itália, México, Suécia e os Estados Unidos) no FIFA 16, que foi lançado em setembro de 2015 (no dia 22 na América do Norte e no dia 24 na Europa) para a PlayStation 3, PlayStation 4, Xbox 360, Xbox e no PC com Windows.

## Honras

### Clube
RCD Espanyol
- Copa de la Reina de Futebol (2): Vencedor de 2009, 2010

Tyresö FF
- Damallsvenskan (1): Vencedor De 2012

FFC Frankfurt
- A UEFA women's Champions League (1): Vencedor 2014-15

Bayern De Munique
- Bundesliga (1): Vencedor 2015-16

### Internacional
Espanha
- Campeonato Europeu de futebol feminino  sub-19 (1): Vencedor de 2004
- Algarve Cup: Vencedor 2017

### Individual
- UEFA women's Championship All-Star Team: 2013